# 王浒
王浒（1928年12月12日—2022年12月29日），男，河北省怀来县人，中国教育家。北京工業大學原校长。第八、第九届全国政协委员。

## 生平
1928年12月12日出生。1946年9月，入清华大学文学院历史系学习。1947年9月至1949年7月，在清华大学工学院航空系学习。1948年1月加入中国共产党。1949年1月，任清华大学党总支青年委员，3月任清华大学新民主主义青年团首任团总支书记。同年7月调任青年团北京市委员会工作，历任大学工作委员会副书记、第二书记，宣传部副部长，市团校副教务长，常务委员兼青年工作部部长。1962年9月至1978年9月，任北京师范学院附属中学副校长。1978年9月起，历任北京工业大学科研处副处长、副校长。1986年至1992年任校长。1992年10月起，任北京市高教局、北京市教育科学研究院顾问。2003年5月离休。
2022年12月29日，王浒在北京病逝，享年94岁。